# Зенгё
Зенгё (Зенгёвар; венг. Zengő; хорв. Zenka) — самая высокая гора массива Мечек на юге Венгрии (медье Баранья). Высота горы составляет 682 м. Пик расположен в юго-восточной части массива. На вершине горы, наряду с дозорной башней, находятся руины небольшого средневекового замка, который, предположительно, был построен на месте сторожевой башни Римской империи.
Гора сложена среднетриасовыми известняками. На склоне Зенгё берёт начало река Вёльдьшеги-Патак. Гора покрыта лиственным, преимущественно буковым, лесом. Только на некоторых тенистых местах произрастают редкие хвойные деревья.
До пика можно добраться из населённых пунктов Печварад или Хоссухетень. C него открывается живописный вид на прилегающую холмистую местность и долины Дравы и Дуная.

## Название
Название горы буквально переводится как звонкий. Согласно местной легенде, звуки, время от времени доносящиеся с горы, издают охотники за сокровищами, которые ушли в горы сотни лет назад, но так никогда и не вышли оттуда.

## План строительства радара
В 2005 году венгерское правительство отказалось от плана построить натовскую РЛС на пике после ожесточённого сопротивления этому плану со стороны местных жителей и зелёных активистов, которые утверждали, что радар и прилегающая дорожная инфраструктура может навредить обитающим в горах строго охраняемым видам, среди которых пион лекарственный, ятрышник обезьяний, бутень золотистый и другие. Что касается пиона лекарственного, то 90 % от общей популяции этого редкого цветка произрастает на Зенгё. Противодействие планам строительства радара на Зенгё стало одной из самых успешных акций венгерских экологических активистов за последнее время.